# Lenguaje de programación esotérico

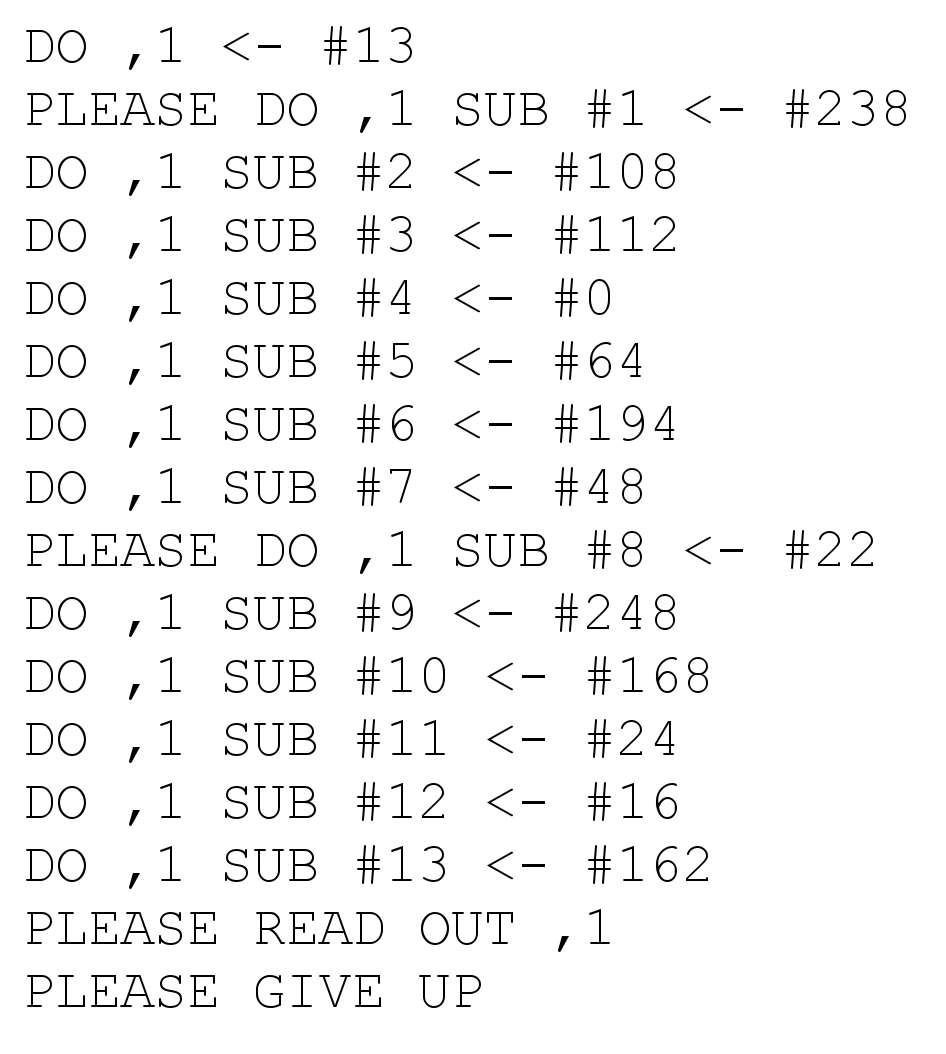
Programa Hello world! escrito en el lenguaje de programación INTERCAL

Un lenguaje de programación esotérico o exótico es un lenguaje de programación minimalista, cuya utilidad para la programación de proyectos de gran tamaño normalmente es dudosa debido a su naturaleza ofuscada y otras características que no son comunes en los demás lenguajes. Además normalmente se usan como prueba de concepto en la creación de lenguajes de programación Turing completos.
En general estos lenguajes poseen una sintaxis muy básica, con un alfabeto muy restringido, lo que los hace especialmente peculiares en su implementación. En su creación muchas veces ha primado la diversión por parte de los desarrolladores, sobre la utilidad. Sin embargo, al mismo tiempo se trata de lenguajes que funcionan como un desafío tanto para quienes los crean, como para aquellos que intentan programar con ellos.

## Ejemplos
Un lenguaje ejemplar de este tipo es P′′, creado por el informático teórico italiano Corrado Böhm en 1964, y que se constituye como el primer lenguaje imperativo de la programación estructurada cuya pertenencia a la clase de los Turing completos pudo ser demostrada sin necesidad del uso de la instrucción GOTO.
- INTERCAL, diseñado para ser extremadamente difícil de entender.
- Befunge, difiere de los lenguajes convencionales en que los programas están dispuestos en una parrilla bidimensional.
- Whitespace, cuyas palabras clave consiste únicamente en espacios en blanco, tabulador y líneas nuevas.
- Brainfuck, su objetivo es hacer un lenguaje que fuera a la vez muy simple, Turing completo y que requiriese un compilador pequeño.Programa de Piet que imprime «Piet»

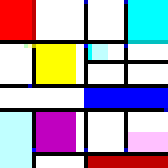
Programa de Piet que imprime «Piet»

- Malbolge, se diseñó para ser el lenguaje más difícil.
- HQ9+, que consiste en solo cuatro instrucciones, cada una de un solo carácter: H, Q, 9, y +
- Unlambda, fue diseñado para hacer la programación difícil y sufrida.
- Ook!,  es una parodia de Brainfuck, el lenguaje está diseñado para orangutanes.
- Oz es un lenguaje de programación multi-paradigma.
- LOLCODE, cuyas palabras clave son abreviaturas bien comprimidas del lenguaje utilizado por las imágenes de los Lolcat
- Piet, cuyos programas son mapas de bits que se ven como arte abstracto.